# Sylvester (Géorgie)
Pour les articles homonymes, voir Sylvester.
La ville américaine de Sylvester est le siège du comté de Worth, dans l’État de Géorgie.

## Démographie
| 1900 | 1910  | 1920  | 1930  | 1940  | 1950  |
| ---- | ----- | ----- | ----- | ----- | ----- |
| 552  | 1 447 | 1 547 | 1 984 | 2 191 | 2 623 |

| 1960  | 1970  | 1980  | 1990  | 2000  | 2010  |
| ----- | ----- | ----- | ----- | ----- | ----- |
| 3 610 | 4 226 | 5 860 | 5 702 | 5 990 | 6 188 |

## Source
- (en) Cet article est partiellement ou en totalité issu de l’article de Wikipédia en anglais intitulé « Sylvester, Georgia » (voir la liste des auteurs).